# Universiteit van Guadalajara
De Universiteit van Guadalajara (Spaans: Universidad de Guadalajara, UdeG) is een openbare universiteit in Guadalajara, de hoofdstad van Jalisco in het westen van Mexico. Op de Nationale Autonome Universiteit van Mexico (UNAM) na is het de grootste en oudste universiteit van het land. Verder is het de op vier na oudste universiteit van Noord-Amerika.
De universiteit werd gesticht door de Spaanse autoriteiten in 1791, enkele jaren nadat de jezuïeten, die de belangrijkste scholen beheerden in Guadalajara, het land uit waren gezet. De universiteit kent een tumultueuze geschiedenis, en is enkele keren gesloten geweest. Tegenwoordig telt de universiteit zo'n 165.000 studenten.
- Bibsys: 90700633
- Biblioteca Nacional de España: XX87813
- Bibliothèque nationale de France: cb11867889d (data)
- Catàleg d'autoritats de noms i títols de Catalunya: 981058515004106706
- CiNii: DA12776828
- Gemeinsame Normdatei: 220813-1
- International Standard Name Identifier: 0000 0001 2158 0196
- Library of Congress Control Number: n80094171
- MusicBrainz: 16975b18-0b27-43fb-8861-c1a23a6ef764
- Nationale Bibliotheek van Tsjechië: ko2009297679
- Nationale Bibliotheek van Israël: 987007599149905171
- Réseau des bibliothèques de Suisse occidentale: 02-A000189369
- Système universitaire de documentation: 026429888
- Union List of Artist Names: 500306943
- Virtual International Authority File: 130845766